# Quentin Costa
Dr. Quentin Costa és un caràcter de ficció que apareix a la sèrie de la televisió Nip/Tuck, protagonitzat per Bruno Campos.
És el cirurgià plàstic que treballa pel consultori de McManara/Troi i posteriorment a l'spa De La Mer.

## Història del personatge
Quentin és un cirurgià plàstic d'Atlanta, que ha anat a ajudar al doctor Christian Troy per a practicar una operació facial a Sean McNamara (que tenia un tall al pòmul dret). Sean McNamara deixarà el treball de cirurgià plàstic i li va proposar a Quentin formar part de la seva firma de cirurgians. Inicialment, Christian es negava a canviar de soci, però més endavant va donar suport a la decisió. Episodis més tard, Quentin va sortir a visitar clubs amb Sean. Mentre Quentin rebia sexe oral d'unes col·legiales, li guinya l'ull a Christian. Això va fer que Christian s'enfadés i deixés el club. En aquest mateix episodi, Christian, durant una operació, li sol·licita ajuda a Quentin perquè s'encarregui de Kit, que té una relació a tres bandes amb Christian i Kimber Henry. Al llit, Quentin li va tocar provocativament el cul a Christian, deixant en evidència la seva bisexualitat; això provoca una baralla i que s'acabés l'acte sexual. Més endavant, Christian sospita que Quentin està involucrat en drogues, pel que demana l'ajuda de Sean, que estava retirat, perquè fes una cirurgia de trasplantament facial.
Per això, Sean decideix tornar a la cirurgia, però hi ha un sentiment d'odi entre Quentin i Sean perquè aquest s'ha relacionat amb Julia McNamara, l'ex-dona de Sean. Més endavant, Quentin és atrapat mentres un pacient del consultori li practica sexe anal. Sean ho aprofita per a acomiadar-lo, ja que l'obliga a decidir entre perdre la llicència o renunciar a la firma. Quentin renuncia a la firma amb el requisit que li paguin la meitat de l'últim mes. Després aconsegueix treball a l'spa De La Mer, de Julia McNamara, però poc després és acomiadat per una baralla amb la seva mestressa.
Al final de la Tercera Temporada (episodi3.15) es revela la identitat de The Carver, que és en realitat Quentin Costa ajudat per la seva germana Kit McGraw.

## Faceta del personatge
- Durant un temps, consumí cocaïna, malgrat que admet que va ser en un breu període.
- Quentin és bisexual.
- A l'episodi 3.14, es revela que Quentin no té penis per un defecte durant la gestació (això es deu al fet que va ser producte d'un incest), anomenat Deficiència 5-alpha-reductase.
- A l'últim capítol és víctima de The Carver, però a aquí es descobreix que és ell qui el personifica, amb la seva germana Kit.
- Quentin menciona una vegada tenir un germà petit, però segurament és una altra mentida.
- Quentin pot ser un bon oponent en una baralla, això es mostra quan aconsegueix reduir al soldat que l'estava atacant, però podria ser que el soldat estigués medicat.

## A Internet
- lloc del club de fans de Quentin Costa Arxivat 2016-03-03 a Wayback Machine. (anglès)